# Nepheronia argia
Nepheronia argia är en fjärilsart som först beskrevs av Fabricius 1775.  Nepheronia argia ingår i släktet Nepheronia och familjen vitfjärilar.
Artens utbredningsområde är Sierra Leone. Inga underarter finns listade i Catalogue of Life.

## Bildgalleri

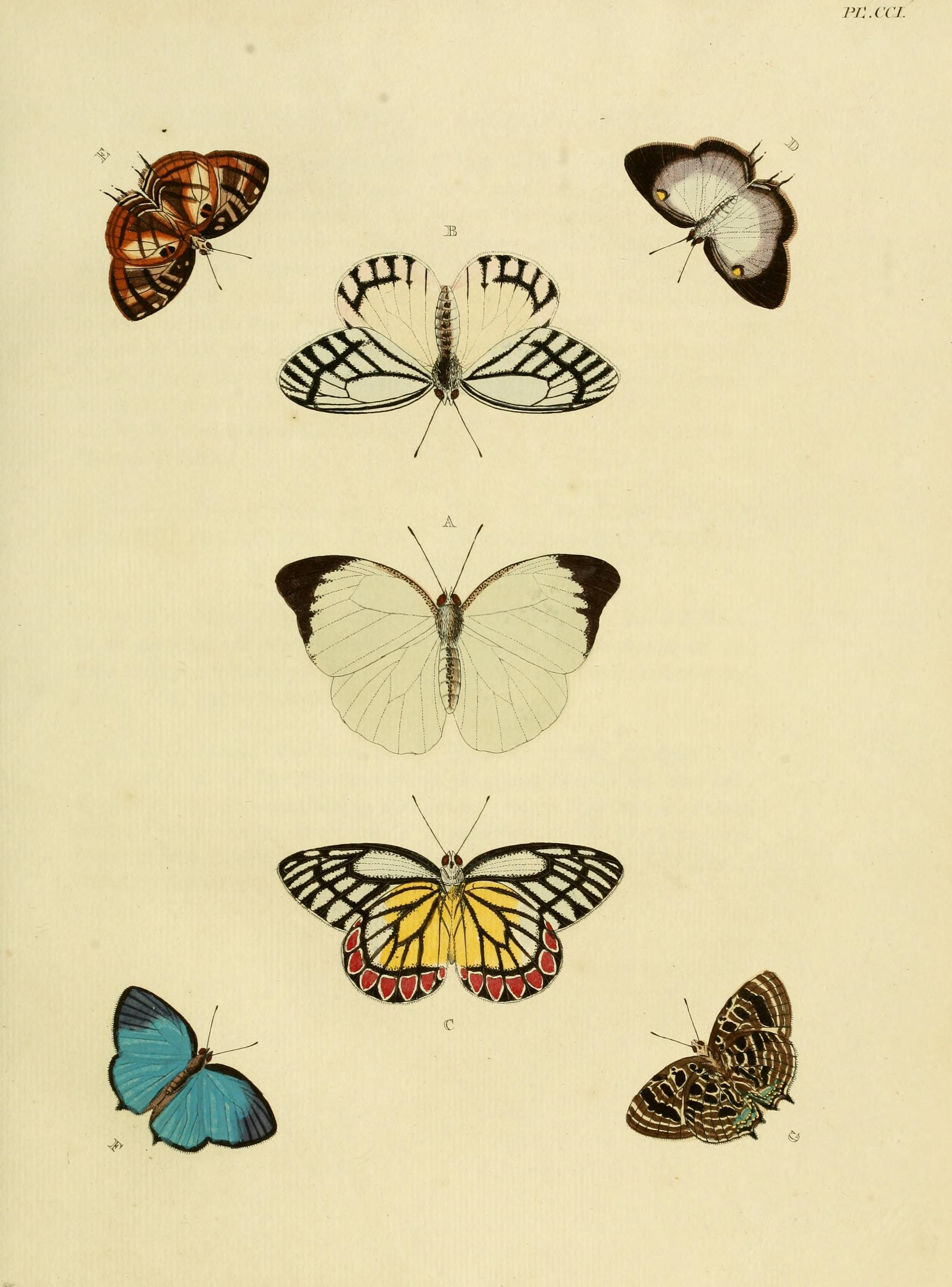